# Hyperventilatie (single)
Hyperventilatie is de debuutsingle van de Nederlandse zanger en rapper Antoon. Het lied kwam voor op het album De nacht is van ons uit 2020.

## Achtergrond
Hyperventilatie is geschreven door Dylan van Rhijn, Javi Solognier en Antoon en geproduceerd door Antoon zelf. Het was de eerste single van Antoon, maar ook van het label Dreamteam Music. Het nummer werd bekend nadat het op TikTok viraal was gegaan. 3FM riep het nummer in juni 2021 uit tot 3FM Megahit. Het nummer klom ook hard op de hitlijsten, met een vierde plek in de Single Top 100 en een elfde plek in de Nederlandse Top 40 als resultaat. De single heeft in Nederland de dubbel platina status.